# Ми вкупочці колись росли…
«Ми вкупочці колись росли…» — вірш Тараса Шевченка, написаний ним 1849 року у Раїмі.

## Написання
Зберіглося декілька автографів вірша: чорновий автограф в альбомі Шевченка 1846—1850 років; чистові автографи у «Малій книжці» та «Більшій книжці». Автографи не датовані.
Вірш датується за місцем автографа в альбомі Шевченка між чорновими автографами поезій «Дурні та гордії ми люди…», «Готово! Парус розпустили…», «За сонцем хмаронька пливе…», «Ми восени таки похожі…», уривків деяких інших творів, зроблених тим же самим почерком і невдовзі переписаних з альбому до «Малої книжки» серед творів 1849 року, та за часом перебування Шевченка з січня по квітень 1849-го в Раїмі, орієнтовно: січень — квітень 1849 року, Раїм.
Первісний автограф в альбомі Шевченка 1846—1850 року записано олівцем. З цього автографа Шевченко після повернення з Аральської описової експедиції до Оренбурга, не раніше 1 листопада 1849-го і не пізніше 23 квітня 1850 років — дня арешту поета, переписав вірш, послідовно виправивши його текст, до «Малої книжки» (під № 16 до четвертого зшитка за 1849 рік). Одержавши «Малу книжку» в Новопетровському укріпленні, Шевченко викреслив олівцем усю другу половину тексту після рядка 35; 1858 рік, не раніше 18 березня й не пізніше 22 листопада, поет переписав вірш з деякими змінами й виправленнями з «Малої книжки» до «Більшої книжки», текст якої остаточний.
З «Малої книжки» вірш переписано до рукописного списку невідомої особи з окремими, за свідченням О. Я. Кониського, виправленнями Шевченка кінця 1850-х років, що належав Л. М. Жемчужникову (нині не відомий). Уривки, наведені з цього списку О. Я. Кониським, відповідають тексту «Малої книжки», за винятком двох відхилень: у першому рядку «вчилися» (замість «гралися»), у рядку 46 «за москалем» замінено на «за москалями» (або контаміновано з «Більшої книжки») і у зв'язку з цим ритмічно перебудовано весь рядок (замість варіанта «Малої книжки»: «За москалем та знов вертала» — варіант: «За москалями та вертала…».

## Публікація
Вперше вірш надруковано у виданні: «Кобзарь Тараса Шевченка / Коштом Д. Е. Кожанчикова» 1867 року (СПб., стор. 429—430), де подано за «Більшою книжкою» без останнього рядка (з огляду на цензуру), з деякими орфографічними змінами та довільною заміною слова «Було» на «Бувало» в рядку 49: «Острижена. Бувало, вночі».

## Сюжет
У творі відбились спогади Шевченка про дитячу дружбу з сусідською дівчинкою Оксаною Коваленко; в її образі риси реальної постаті Оксани Коваленко поєднано з життєвою долею зведеної дівчини — центрального жіночого образу в творчості поета. Реальна ж Оксана вийшла заміж. До неї ж звертається поет у вступі до присвяченої їй поеми «Мар'яна-черниця» (1841).